# Pansyrismus
Die Begriffe Pansyrisch und Großsyrisch werden meist von antisyrischen Kritikern synonym verwendet für
- Bestrebungen syrischer und arabischer Nationalisten zur Errichtung bzw. Vereinigung Großsyriens
- eine nationalistisch verengte, syrische Sonderform des Panarabismus, stark von nichtsunnitischen Minderheiten Syriens geprägt
- den Phönizianismus des großsyrischen Nationalisten Antun Saada, ähnlich dem Pansemitismus

Der Pansyrische Kongress vom 8. März 1920 wählte in Damaskus den Haschemiten Faisal I. zum König von (Groß-)Syrien, während sein Bruder Abdallah am gleichen Tag in Bagdad zum König des Irak ausgerufen wurde und beider Vater Ali ibn Hussein König des Hedschas war.